# Evermannichthys
Evermannichthys là một chi của Họ Cá bống trắng

## Các loài
Chi này hiện hành có các loài sau đây được ghi nhận:
- Evermannichthys bicolor Thacker, 2001
- Evermannichthys convictor J. E. Böhlke & C. R. Robins, 1969 (Tenant goby)
- Evermannichthys metzelaari C. L. Hubbs, 1923 (Sponge goby)
- Evermannichthys silus J. E. Böhlke & C. R. Robins, 1969 (Pugnose goby)
- Evermannichthys spongicola (Radcliffe, 1917)